# Fort de Kœnigsmacker
Le fort de Kœnigsmacker sur la commune du même nom dans le département français de la Moselle a été construit entre 1908 et 1914 par les Allemands, pendant l'annexion de la Moselle.

## Contexte historique
Construit au début du XXe siècle, le fort faisait partie d’un programme de fortifications plus vaste, appelé Moselstellung et englobant des forteresses disséminées entre Thionville et Metz, dans la vallée de la Moselle. L’objectif de l’Allemagne était de se protéger contre une attaque française visant à reprendre l'Alsace-Lorraine, soit l’Alsace et la Moselle, à l’Empire allemand. À partir de 1899, le plan Schlieffen de l’état-major allemand conçut les fortifications de la Moselstellung, entre Metz et Thionville, comme un verrou destiné à bloquer l’avance éventuelle des troupes françaises en cas de conflit. Ce concept de ligne fortifiée sur la Moselle constituait une innovation significative par rapport au système Séré de Rivières développé par les Français. Il inspira plus tard les ingénieurs de la ligne Maginot.

## Construction et aménagements
Le groupe fortifié pouvait abriter trois compagnies d’infanterie et comprenait une batterie de quatre canons longs de calibre 100 mm. Sa mission principale était, avec le fort d'Illange, de couvrir le fort de Guentrange qui protégeait la ville de Thionville.

## Affectations successives
À partir de 1890, la relève dans les forts est assurée par les troupes du XVIe Corps d'Armée stationnées à Metz et à Thionville. En 1919, le fort est de nouveau occupé par l’armée française. Le fort de Kœnigsmacker fut intégré dans le secteur fortifié de Thionville de la ligne Maginot dans les années 1930.

## Seconde Guerre mondiale
Pendant la Seconde Guerre mondiale le fort est occupé par l’armée allemande. Le 74e Volksgrenadier-Regiment de la 19e Volksgrenadier-Division y est affecté en 1944. Le 9 novembre 1944, pas moins de 1 299 bombardiers lourds B-17 et B-24 déversent 3 753 tonnes de bombes, de 1 000 à 2 000 livres, sur les ouvrages fortifiés et les points stratégiques situés dans la zone de combat de la IIIe armée. La plupart des bombardiers ayant largué leurs bombes sans visibilité, à plus de 20 000 pieds, les objectifs militaires ont souvent été manqués. À Metz, les 689 chargements de bombes destinés à frapper sept forts désignés comme des cibles prioritaires, ne firent que des dégâts collatéraux. À Thionville et à Sarrebruck, le résultat est aussi peu concluant, prouvant une fois de plus l'inadéquation des bombardements massifs sur des objectifs militaires.
Le fort de Kœnigsmacker fut attaqué à l'aube du 9 novembre 1944 par un bataillon du 358e régiment de la 90e division d'infanterie, de la troisième armée des États-Unis. La bataille dura trois jours. Les Américains, à l'aide d'explosifs, réussirent la capture des casemates après avoir déversé de l'essence dans les conduits d'aération de la fortification. 111 soldats américains périrent durant ces combats.